# 南50線
 南50線，「港尾～九股寮」線，是位於臺南市的一條區道，西起臺南市麻豆區港尾里港子尾，東至臺南市麻豆區北勢里九股寮，全長 5.258 公里。

## 行經行政區域
臺南市
- 麻豆區

## 沿線景點及寺廟
- 南50線沿線：
  - 麻豆區：

## 連接道路
- 南50線沿線可連接以下公路：
  - 市道171號（本區道起點）
  - 南57線（本區道終點）
  - 南49-1線